# Ceci est mon corps
Cet article concerne le film de Rodolphe Marconi. Pour le film Jérôme Soubeyrand, voir Ceci est mon corps (film, 2014).
Pour plus de détails, voir Fiche technique et Distribution.
Ceci est mon corps est un film français de Rodolphe Marconi sorti en 2001.

## Synopsis
Étudiant en préparation de HEC, Antoine s'ennuie et décide de se tourner vers un rôle d'acteur dans un film. Il se heurte à l'opposition de ses parents. Sa petite amie soupçonne également qu'il se passe quelque chose entre Antoine et la réalisatrice.

## Fiche technique
- Titre : Ceci est mon corps
- Réalisation : Rodolphe Marconi
- Scénario : Rodolphe Marconi et Gilles Taurand
- Image : Carlo Varini
- Montage : Isabelle Devinck
- Musique : Niko Bikialo
- Pays de production :  France
- Genre : Drame
- Durée : 87 minutes
- Date de sortie : 2001

## Distribution
- Louis Garrel : Antoine
- Jane Birkin : Louise Vernet
- Mélanie Laurent : Clara
- Elisabeth Depardieu : Christiane, la mère d'Antoine
- Didier Flamand : Gabriel, le père d'Antoine
- Annie Girardot : la grand-mère d'Antoine
- Cédric Delsaux : Frédéric
- François Chaix : Roland
- Didier Bezace : Joël
- Lila Salet : Valentine, petite soeur d'Antoine
- Rebecca Marder : Charlotte, petite soeur d'Antoine
- Renaud Chabrier : le danseur (générique début)